# 騎士道

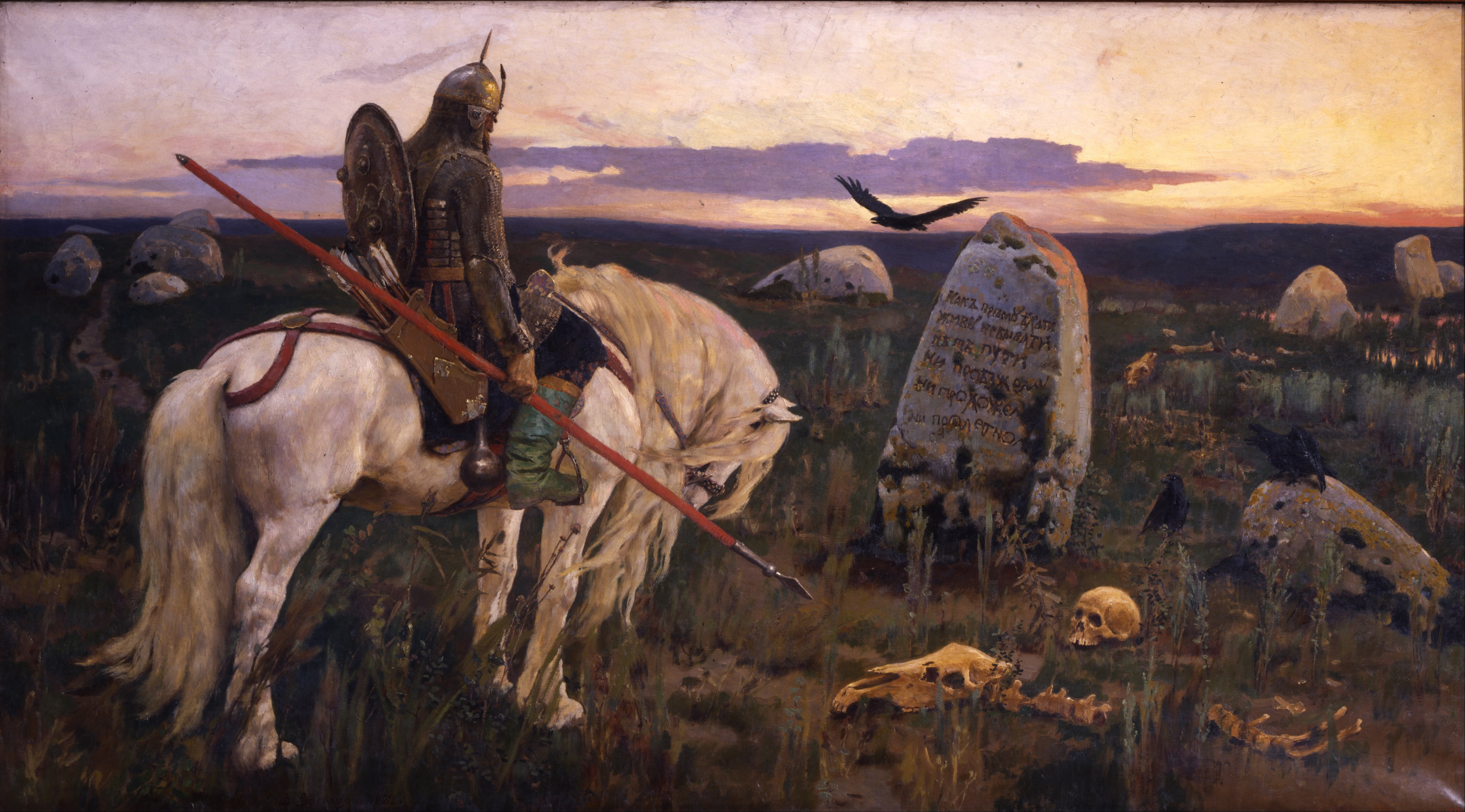
岐路に立つ騎士（ヴィクトル・ヴァスネツォフ画、1878）

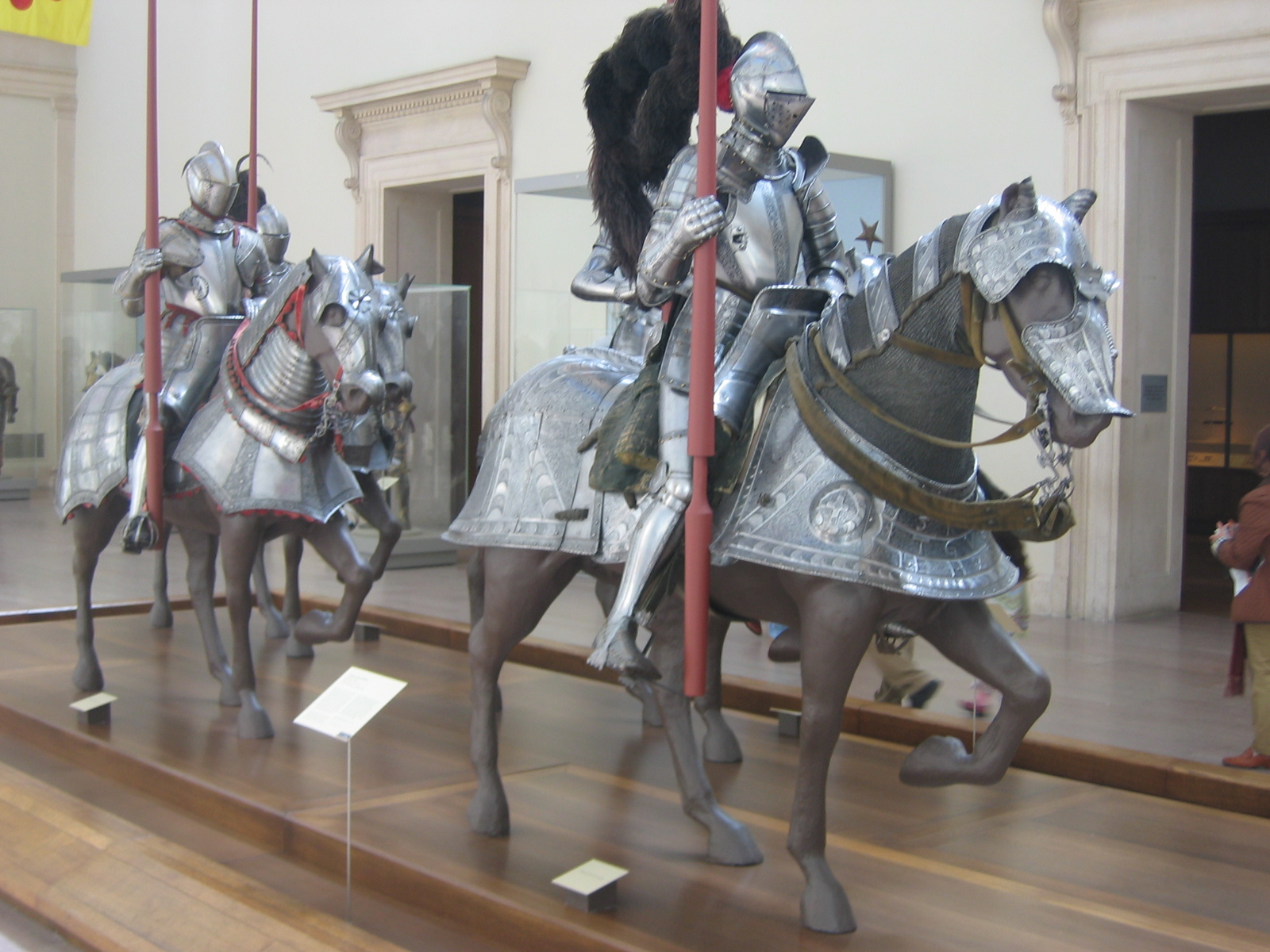
16世紀ごろの西洋鎧と馬鎧 メトロポリタン美術館展示品

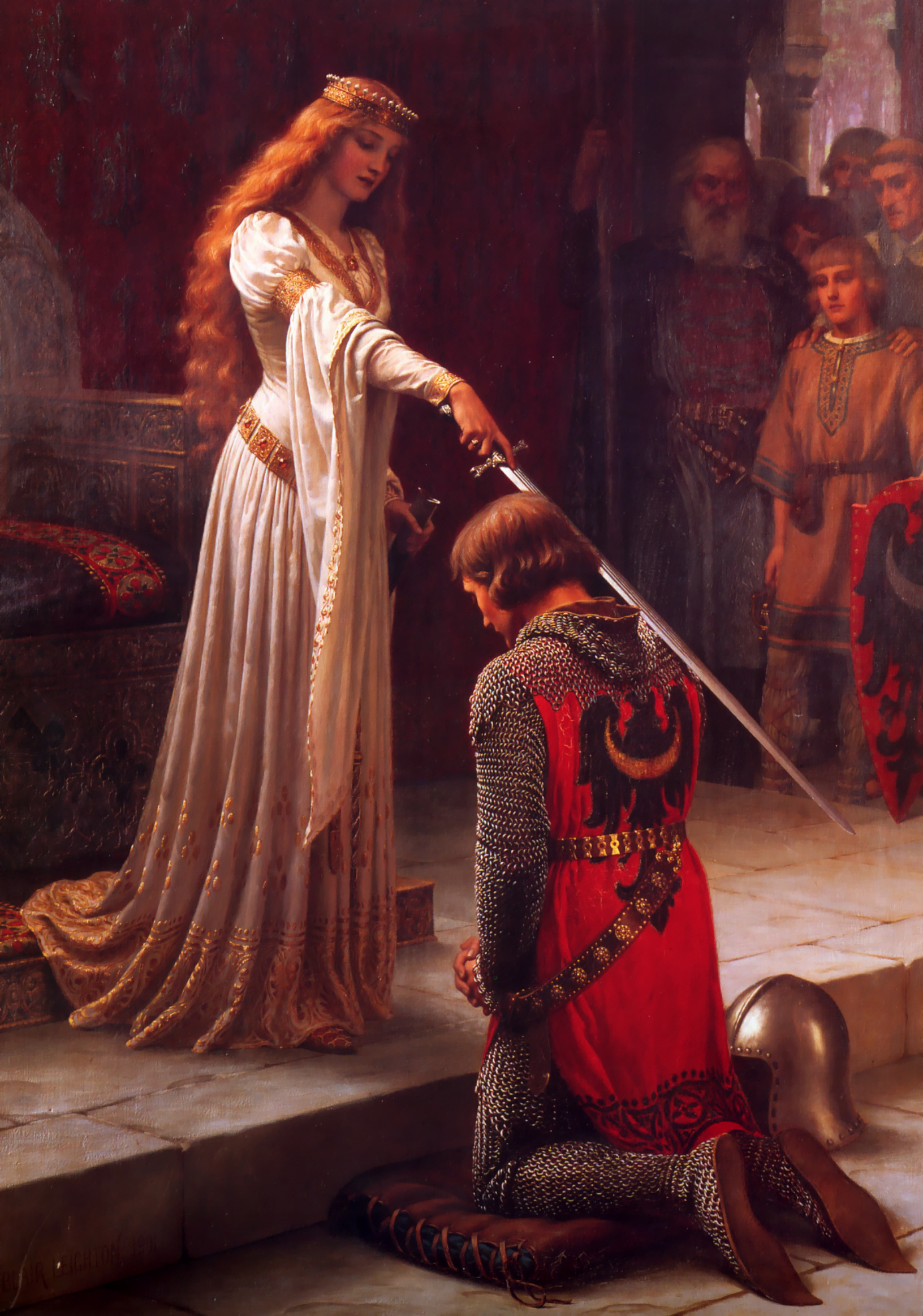
騎士の叙任（エドモンド・レイトン画、1901）

騎士道（きしどう、英: Chivalry）は、ヨーロッパで成立した騎士階級の行動規範。

## 概要
騎士道とは主に中世ヨーロッパの騎士階級に浸透していた情緒、風習、法や習慣を総称する単語であり、騎士たる者が従うべき規範である。騎士道はキリストの戦士の行動規範として中世盛期に生まれ、その後徐々に民の模範としての規範に姿を変えながら、近世まで西欧国家のほぼ全てに存在した。 騎士道は近代以降も英国紳士の行動規範や、西欧の社交術などに大きな影響を与えた。騎士道に由来するマナーの例としてレディーファーストが挙げられる。
騎士道の教えの核心とされたのは、中世盛期においては「神への献身・異教徒との戦い・弱者の守護」であり、近世においては「主君への忠誠・名誉と礼節・貴婦人への愛」であった。

## 起源と歴史
騎士道のルーツはアジアの遊牧民サルマタイにあり、その武具（甲冑）・戦闘方法（騎兵）・規範意識（正義）がサルマタイ諸部族のうちのアラン人（フン族と合同して西ヨーロッパに侵入した後広くゲルマン諸部族に同化した複数のサルマタイ人部族の総称）によってヨーロッパにもたらされた。ゲルマン民族の教えは戦場での武勲こそが第一とする、戦士としての規範であった。
10世紀末になると、当時の封建領主たちの暴虐性に嫌悪を募らせていた教会の主導により、南フランスに「神の平和」運動が起こる。これは封建領主たちに農民や婦女子を害さないことを誓わせたものであり、違反者は破門に処された。「神の平和」運動は一定の成功を収め、11世紀に入るとここに「神の休戦」運動が付加されることとなる。これは週のうち一定の日は領主同士武力で争う事を禁じたものであった。こうした教えがラテラン公会議においてカトリックの公式教義として公布されるに至り、騎士道誕生の基盤が整えられた。
11世紀末、第一回十字軍が騎士の活躍により成功を収めると、騎士の社会的地位は飛躍的に向上した。これを契機に騎士とは「神の戦士」であるとの認識が広まり、ここに「神への献身」「異教徒との戦い」「弱者の保護」こそ騎士の責務だとする中世盛期騎士道が成立した。
但し中世においては、必ずしも現実の騎士の行動が騎士道に適っていたわけではなかった。むしろ（ブルフィンチなどが指摘するように）兵器、鎧を独占する荘園領主などの支配層は、しばしば逆の行動、つまり裏切り、貪欲、略奪、強姦、残虐行為などを行うことを常としていた。であるからこそ、彼らの暴力を抑止するため、倫理規範、無私の勇気、優しさ、慈悲の心といったキリスト教的教えが教会により長年に亘って説かれ、中世盛期に「騎士道」として結実したと言える。騎士道の教えの多くは通常の騎士であれば遵守することが難しく、故に騎士道に従って行動する騎士は周囲から賞賛され、騎士自身もそれを栄誉と考えた。
中世後期以降、騎士の活躍を詠った武勲詩、叙事詩や中世騎士物語が人口に膾炙するとともに、それらで讃えられる想像上の騎士の在り方が現実の騎士道にも影響を与えるようになる。さらに欧州において現在の国家の概念が確立し、国家主義が芽生えると、騎士道は宮廷人の価値観へと変容を遂げた。戦士として戦場で武勲を立てることより、民の上に立つ模範として、主君への忠誠や、貴婦人への献身などが徳目とされたのである。特に貴婦人への献身は多くの騎士道物語に取上げられた。こうして、「主君への忠誠」「名誉と礼節」「貴婦人への愛」を中核とする近世騎士道が成立し、現代に至っている。

## 中世盛期騎士道
騎士道の黄金時代とも言われる中世盛期（11〜13世紀頃）における騎士道は宗教的な色合いが強く、神への献身を誓う戦士の規範であった。中世盛期騎士道の主な教えは以下の通りである。
- PROWESS：優れた戦闘能力
- COURAGE：勇気、武勇
- DEFENSE：教会や弱者の守護
- HONESTY：正直さ、高潔さ
- LOYALTY：誠実、忠誠心
- CHARITY：寛大さ、気前よさ、博愛精神
- FAITH：信念、信仰
- COURTESY：礼節正しさ

他に清貧、統率力なども主要な教えとして挙げられる。
中世盛期騎士道の教えを説いた代表的な文献は以下の通りである。

### 騎士道の書

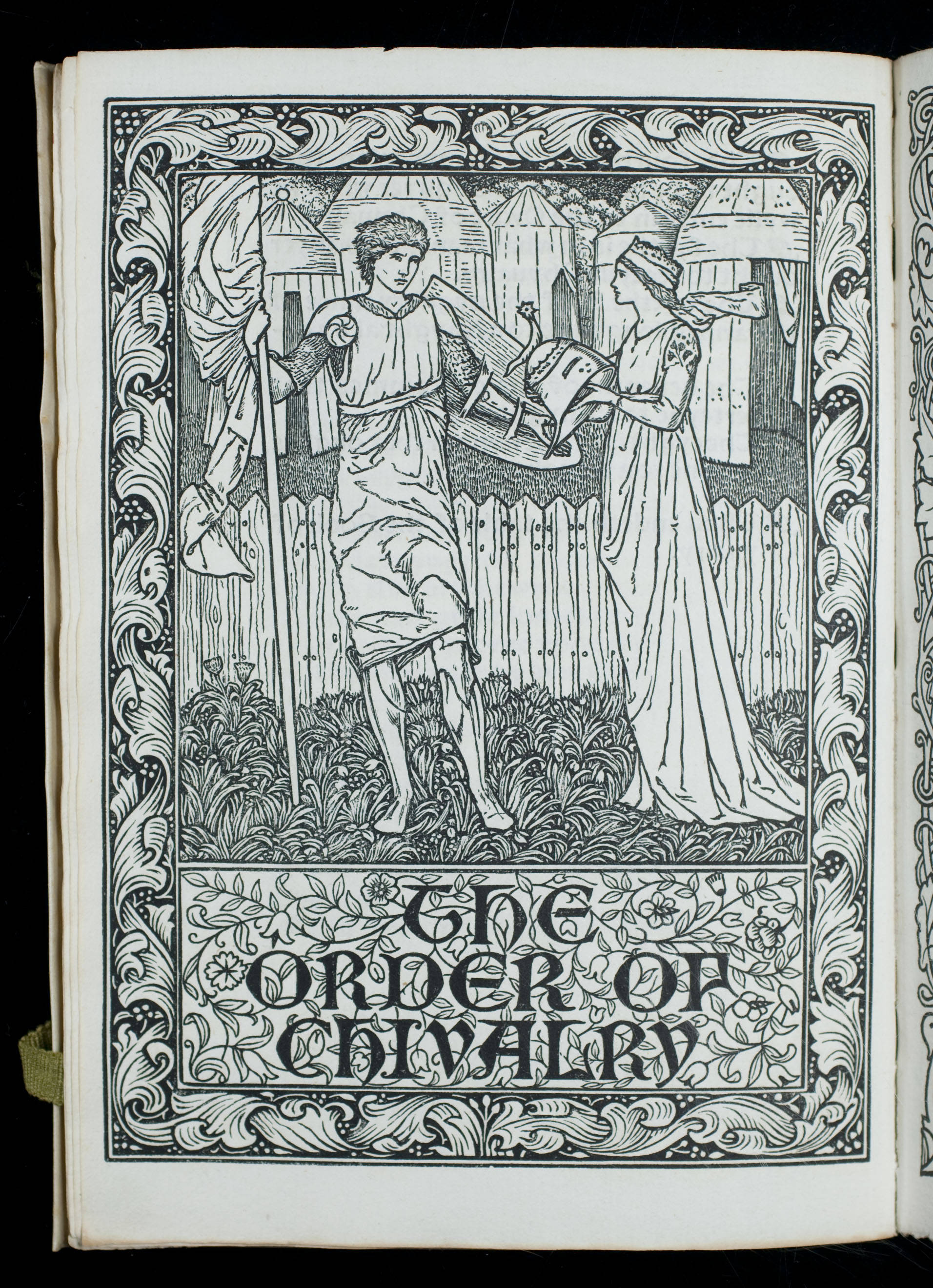
ラモン・リュイ『騎士道の書』（ケルムスコット・プレス版、1892）

1275年頃、騎士にして神学者であるラモン・リュイが著した『騎士道の書』は「騎士道の法典」とも呼ばれ、中世を通し騎士の必読書であったのみならず、聖職者にも教本として親しまれた。（武田秀太郎訳より抜粋）

#### 騎士の起源
博愛心、忠誠心、品格、正義、そして真実が世に陰る時、残虐さ、暴力、不実と偽りが姿を表す。そして世に秩序を戻すために選ばれし者こそ、騎士である。

愛と尊敬、それは憎しみと不正義の対極である。騎士は、その気高い勇気、善い振る舞い、寛大さ、そして名誉をもって、人々より愛され畏敬される存在たらねばならない。そうして騎士は、愛によって博愛と秩序を世に回復させ、畏敬によって、正義と真実を世に取り戻すのである。

#### 騎士の責務
騎士たる者の責務、それは聖なる普遍の教会の信仰を護り支えることである。それは自らの主君に仕え、これを護ることである。それは封土を護り、自らへの畏れを生じさせ、庶民が働き土地を耕すよう保護することである。それは婦女子を、寡婦を、孤児を、病める者を、衰弱せし者を護ることである。それは自らの城と馬を保ち、道を防衛し、土地を耕す者たちを護ることである。それは盗人を、賊を、悪人を探し出し罰することである。
そして正義こそが、全ての騎士がその身を捧げるべき理念である。騎士道を敬うことは智慧を愛することであり、危険や死を顧みず内なる勇気を武勇として発露することは、騎士道の教えに従うことである。

同僚が盗みを働くことを許し、それを助ける騎士は、その責務に背くものと知れ。盗人である騎士たち、彼等が真に盗んでいるのは金銭でも財宝でもなく、騎士道の気高き名誉である。

#### 従騎士の試験
騎士への叙任を望む従騎士につき、相応しい試験を実施せねばならないのは全く当然である。まず試験官は、従騎士に対し、神を愛し、畏敬するかを問わねばならない。そして騎士の序列に加わろうとする従騎士には、騎士道を貫く者にもたらされる重大な責任と危険とを良く知らせねばならない。騎士とは、自らの死の危機より、人々からの非難と不名誉を恐れるべき存在なのだから。

#### 騎士に授けられる武具の意味
騎士に授けられる剣、それはアダムの原罪を背負いし主が磔られた、十字架の象徴である。騎士に授けられる槍、それは真実の象徴である。真実とは、曲がりなく一様で、不実を貫き事実に到達するものなのだから。騎士に授けられる兜、それは騎士が不名誉を恐れるべきことの象徴である。騎士に授けられる拍車、それは騎士が騎士道の気高き名誉を守るために備えるべき勤勉さと素早さの象徴である。騎士が跨がる鞍、それは騎士の揺るがぬ勇気と騎士道の持つ重い責務の象徴である。

#### 騎士たる者の美徳と善行
卓絶した勇気、それこそ騎士が人々の上に立つ者として選ばれた理由である。加えて比類なき立ち居振る舞いと躾もまた、騎士に求められる素養である。忠誠、真実、忍耐、寛容、良識、謙虚、慈悲、そしてそれに類する美徳もまた、騎士道に欠かせぬものである。

騎士は公共の利益を愛さねばならない。なぜなら、社会とは騎士により創設され確立されたものなのだから。

#### 騎士の名誉
騎士とは、祭壇にその身を献げる聖職者を除き、この世のあらゆる身分より誉れ高い身分である。故に、実際には土地の不足から難しいものの、全ての騎士には領主たる権利がある。騎士道の美徳を備えず、騎士でない者は、国の王たる、君主たる資格も主君たる資格も持たない。

### 騎士の十戒

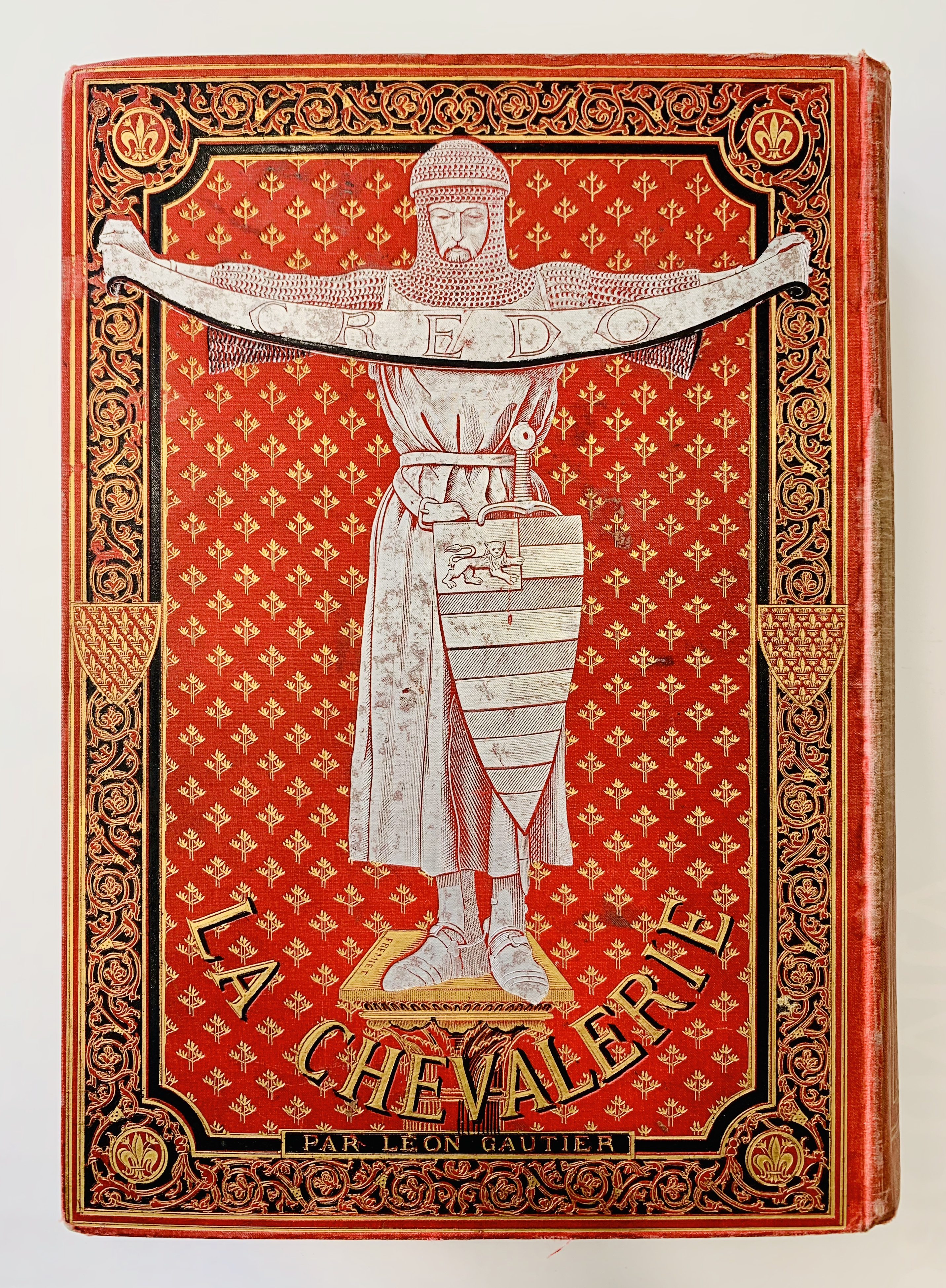
レオン・ゴーティエ『騎士道』（1884）

フランスの騎士道文学の研究者レオン・ゴーティエが長年の武勲詩の研究に基づいて編纂した中世盛期騎士道の『十戒』とその概要は以下の通りである。

#### 第一の戒律　汝、須らく教会の教えを信じ、その命令に服従すべし
何人も、洗礼を受けクリスチャンになることなくして騎士になることは出来ない。信仰の中に信仰のために死ぬことこそが騎士の義務であり、この戒律を地上で守ったものは、天国において絶対的名誉と共に聖なる花の芳香に包まれ報われる。

#### 第二の戒律　汝、教会を護るべし
第二の戒律は第一の戒律を補完するものであり、キリストの戦士たちは常にこの文言を守ることを求めらる。騎士とは、教会の教えを守護する戦士であり、その血は一滴残さず聖なる教会の守護に流されねばならない。

#### 第三の戒律　汝、須らく弱き者を尊び、かの者たちの守護者たるべし
第三の戒律において「弱き者」は教会を含むがそれに留まらない概念であり、騎士には世の中のあらゆる弱者を守護する任務が与えられる。騎士は、特に神に仕える聖職者、女性と子供、寡婦、そして孤児の守護者たらねばならない。

#### 第四の戒律　汝、その生まれし国家を愛すべし
騎士は生まれ故郷の街や、自らの領地への狭い愛着心でなく、国全てを愛する「愛国心」を持たねばならない。

#### 第五の戒律　汝、敵を前にして退くことなかれ
第五の戒律は戦場おいて繰り返し発揮された戒律であり、当時の騎士たちは「臆病者たるより死を選べ――一人の臆病者が全軍団を怯ませる！」「敵の撃滅か我らの全滅、それ以外になし！」と唱和した。また剣に対して飛び道具である投げ槍や弓は臆病者の騎士が使う武器と見做され、「初めに弓引く者に不幸あれ。かの者は肉弾戦に能わぬ臆病者なのだ」という警句も残されている。

#### 第六の戒律　汝、異教徒に対し手を休めず、容赦をせず戦うべし
騎士道の武勇の発露として唯一正当性を持つのは、それを異教徒相手に発揮した時だけである。異教徒の侵略を食い止めるために戦い、また時には十字軍として敵地に侵攻することは、騎士の最高の献身であり貢献であった。

#### 第七の戒律　汝、神の律法に反しない限りにおいて、臣従の義務を厳格に果たすべし
第七の戒律が教えるのはあらゆる封建的義務の遂行と、主君に対する揺るがぬ忠誠心である。臣下は主君に対し、その命令が詐害行為でなく、そして信仰、教会、弱き者を害するものでない限り、万事において服従する義務を有する。

#### 第八の戒律　汝、嘘偽りを述べるなかれ、汝の誓言に忠実たるべし
騎士は偽りに警戒し、そして嘘を述べることは唾棄すべきことと知らねばならない。

#### 第九の戒律　汝、寛大たれ、そして誰に対しても施しを為すべし
寛大さこそ騎士道の本質の一つである。寄進や贈答ほど偉大なことはなく、騎士は救貧院や病院の建設や、貧しい部下への寄付など、進んで喜びを持って手放さねばならない。

#### 第十の戒律　汝、いついかなる時も正義と善の味方となりて、不正と悪に立ち向かうべし
騎士とは、常に助けを求められているがごとく耳を傾ける者である。そして騎士は秩序の守護者、不正義の復讐者なることをゆめ忘れてはならない。

### その他文献

聖ヨハネ騎士団の紋章（マルタ十字）

聖ヨハネ騎士団の紋章（マルタ十字）は騎士道の次の教えを表していると語られる。
十字架の4つの腕は基本的な道徳を表し、それぞれ慎重さ、節制、正義、不屈の精神を意味する。8つの尖った角は山上の垂訓の8つの恵みを表し、それぞれ謙虚、思いやり、礼儀、献身、慈悲、清らかさ、平和、忍耐を意味する。
教会博士である聖ベルナールはテンプル騎士団に対して次の著名な書簡を著している。
（テンプル騎士団の騎士たちは）主の戦争を戦うことが許された、疑いようのないキリストの戦士なり。…彼らがキリストの為に死を選ぶ行為も、敵に死を与える行為も、それは栄光以外の何物にもあらず、ましてや罪には断じてあらず！ キリストの戦士たちが携える剣は飾りではない。それは不道徳を浄化し、正義に栄光をもたらすものなり。悪人に死をもたらすは殺人にあらず、敢えてこの表現を用いらば、異教徒を征する誅殺なり！
また、シャルトル大聖堂には次の騎士の祈りが刻まれている。
この上なく聖なる主、全能の父よ…あなたは邪まな者の悪意を砕き正義を守るために剣を使うのを、我々にお許しになりました…どうか貴方の前にいるこの下僕の心を善に向けさせ、この剣であろうと他の剣であろうと、不正に他人を傷つけるためには決して使わせないようになさってください。この下僕に、常に正義と善を守るために剣を抜かせてください。

## 近世騎士道
近世以降キリスト教国同士の戦争が相次ぎ、その過程で国家主義の概念が形成されると、騎士道も天上の神でなく、地上の主君への忠誠を命ずる規律へと変容を遂げた。さらに中世後期以降、アーサー王伝説を始めとした情緒的な騎士道文学が流布したことにより、騎士道に宮廷的価値観と、貴婦人に対する献身的愛情というロマンス要素が吹き込まれた。こうして「神への献身、異教徒との戦い、弱者の守護」を核心とした中世盛期の戦士の規律は、数百年後の近世には「主君への忠誠、名誉と礼節、貴婦人への愛」を骨子とした宮廷人の価値観へとその姿を変えた。
フランスのエレノア・アクラエムは、このロマンス騎士道について「騎士道とレディのルール」を示している。ここでは騎士に「レディ」が重要な役目として登場する。騎士はレディを崇拝し、保護し、心の中だけで愛する存在として登場し、レディはそれに対して慈愛を与えるのである。良くあるのが主人の騎士の奥方を愛す若き見習騎士。彼は奥方の心を射止めようと努力をするが、これは「心の愛」で満足しなくてはならない。「肉体の愛」は禁じられている。そして主人は二人の関係を知っておきながら、知らないようによそおう。という構図となる。これが特殊化しミンネとよばれる騎士とレディの愛物語（宮廷愛）と現実もなっていく。騎士側の非姦通的崇拝は騎士道的愛だが、一方、貴婦人側からの導きを求めつつ崇拝するのが宮廷的至純愛である。
この関係の奇妙な例として、あるトーナメントのエピソードがある。ある騎士はレディとの約束（願掛け）で馬上槍試合に甲冑をつけず、そのレディのドレスを着て闘う事を誓った。その結果、彼は大けがをするのだが、レディは彼の気持ちを「その試合で騎士がつけていた血だらけとなったドレス」を身にまとい、パーティに出席することで応えた。

## 武士道と騎士道
騎士道とは西洋一般の行動規範であるが、日本にも武士道と呼ばれる規範が存在し、騎士道と対比されることがある。武田による対比を以下に示す。
|          | 騎士道                                     |      | 武士道                                       |                               |
| -------- | ------------------------------------------ | ---- | -------------------------------------------- | ----------------------------- |
| ゲルマン | 戦場での武勲が第一、決して引いてはならない | 戦国 | 勝利が第一、戦うべき時に戦う                 | ＝ 戦場における行動原理       |
| ↓        | （キリスト教の影響）                       | ↓    | （儒教思想の影響）                           |                               |
| 中世盛期 | 神への献身、異教徒との戦い、弱者の守護     | 江戸 | 主君への忠誠、誠実である、世のため行動する   | ＝ 道義論的価値観             |
| ↓        | （国家主義、中世騎士物語の影響）           | ↓    | （国家主義の影響）                           |                               |
| 近世     | 主君への忠誠、名誉と礼節、貴婦人への愛     | 明治 | 主君への忠義、名誉と敬意、フェア・プレイ精神 | ＝ 民の上に立つ者としての規範 |

表に示された通り、ゲルマン民族の価値観と戦国武士道は、戦闘者の心得として相通じる規律であった。それが時代とともに教化され、両者ともに道義論的価値観への変容を見る。最後に、この道徳観に国家主義を背景とした公の精神が吹き込まれることで、民の上に立つ者としての規範が完成した。即ち、騎士道と武士道は源を同じくしながらも、その道徳観を形成した価値観の違い（キリスト教と儒教）と、ロマンス要素の有無という二点において、徐々にその道を分かったとされる。特に顕著な例として、近世騎士道では貴婦人への愛が重要な要素である一方、武士道にそうした教えは見られない。
武士は主人に対して主従を結ぶのに対して、騎士の誓いは神との契約であり、帰依するのはあくまでも神の教えである。したがって主が神の教えに背く理不尽な命令をした場合、自分の心の中に聞こえる声を聞くことでそれを拒否しても良いとされる。
総じて、武士道は自身の名誉や意地を、騎士道は正しさを重んじるという差がある。戦争において武士道では敵への降伏を拒否しての自殺があるが騎士道にはこれがなく、代わりに死ぬまで抗戦することを選ぶ。言うまでもなく、キリスト教は自殺を禁じているためである。
なお、その理念の成立時期は、両者で大きく差があるように思えるが、騎士道が成立した中世盛期は、日本においては武家政権が本格始動した鎌倉時代である。この時代に「弓馬の道」なる武士道の起源が成立しており、その意味では多少共通点があると言えよう。また山岡鉄舟によれば、武士道なる概念は、中世より存在していたが、自分が名付けるまでは「武士道」とは呼ばれていなかったとしている。

## マスキュリズム
19世紀後半からマスキュリズムが台頭すると騎士道はマスキュリズムの観点から批判されるようになる。マスキュリストのアーネスト・バックスは『フェミニズムの詐欺』(1913)で騎士道を「男性を犠牲にして女性に特権を与えるために、最も基本的な個人的権利を男性から奪い取ること」だと述べ、タイタニック号沈没事故で行われたレディーファーストを非難した。

## 関連した作品
文学
- 吟遊詩人
- 聖杯伝説
- 中世文学・ロマンス
- 武勲詩
- 騎士道物語

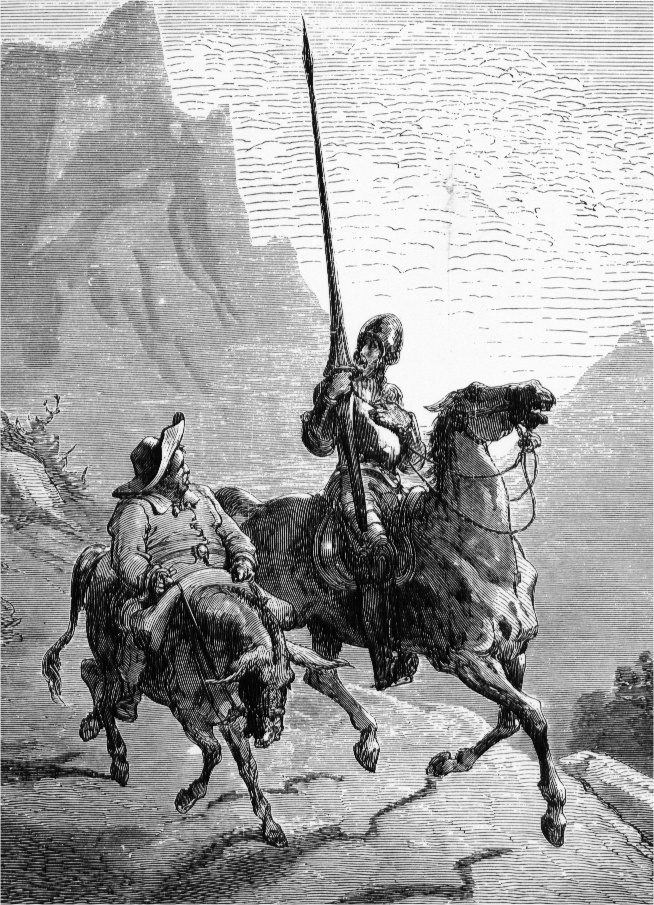
ドン・キホーテ（ギュスターヴ・ドレによる挿絵）

- トリスタンとイゾルデ、ベーオウルフ、ニーベルンゲンの歌
- カンタベリー物語
- ドン・キホーテ
- 今井兼平
- 三銃士（1844年）

ミュージカル
- 酔いどれ公爵（1985年）